# Veronique Hronek
Veronique Hronek, née le 23 septembre 1991 à Unterwössen, est une skieuse alpine allemande polyvalente.

## Biographie
Comme son frère Tim, aussi skieur, elle est entraînée par son père.
Membre du club de sa ville natale Unterwössen, elle fait ses débuts dans des courses FIS en 2006-2007, puis dans la Coupe d'Europe en 2008-2009. Dans cette compétition, elle se classe troisième du classement général en 2011 et gagne deux slaloms géants en 2011 et 2012. 
Hronek prend part aux Championnats du monde junior en 2009, 2010 et 2011, se classant au mieux quatrième du slalom géant en 2011 à Crans Montana.
Elle fait ses débuts en Coupe du monde en décembre 2010 à Saint-Moritz. Un an plus tard, elle marque ses premiers points à Lake Louise (29e du super G). En janvier 2012, elle est déjà dans le top dix à Bad Kleinkirchheim avec le sixième rang en super G. Elle obtient son meilleur résultat en mars 2013, avec une cinquième place au super G de Garmisch-Partenkirchen, puis gagne la compétition par équipes aux Finales à Lenzerheide, avant d'établir son meilleur classement général : 42e. Sa Saison s'achève avec une triple succès aux Championnats d'Allemagne (descente, super G et slalom géant).
Elle a pris part aux Championnats du monde 2013, où elle 12e du super combiné et 17e du slalom géant. Elle obtient une médaille de bronze en tant que remplaçante pour l'équipe allemande au Team Event. Lors des Championnats du monde 2015 à Beaver Creek, elle obtient sa meilleure performance dans les mondiaux avec une onzième place en super G.
En décembre 2015, elle se blesse au genou gauche à l'entraînement, ce qui cause une rupture des ligaments croisés pour la troisième fois après 2013 et déjà cette année aux Championnats du monde.
Elle marque de nouveau des points dans la Coupe du monde lors des saisons 2018 et 2019, mais arrête sa carrière sportive en 2020, en raison de ses blessures. Sa profession en dehors du ski est policière.

## Palmarès

### Championnats du monde
| Épreuve / Édition | Schladming 2013 | Beaver Creek 2015 |
| Descente          | Abandon         | 31e               |
| Super G           | Abandon         | 11e               |
| Slalom géant      | 17e             |                   |
| Combiné           | 12e             | 13e               |
| Par équipes       | Bronze          |                   |

### Coupe du monde
- Meilleur classement général : 42e en 2013.
- 4 top dix.
- 1 victoire par équipes.

#### Classements en coupe du monde
| Saison / Épreuve | Saison / Épreuve | Général | Général | Descente | Descente | Slalom géant | Slalom géant | Super G | Super G | Combiné | Combiné |
| ---------------- | ---------------- | ------- | ------- | -------- | -------- | ------------ | ------------ | ------- | ------- | ------- | ------- |
| Saison / Épreuve | Saison / Épreuve | Class.  | Points  | Class.   | Points   | Class.       | Points       | Class.  | Points  | Class.  | Points  |
| 2012             | 2012             | 51e     | 145     | 37e      | 26       | 33e          | 35           | 22e     | 84      | -       | -       |
| 2013             | 2013             | 42e     | 192     | 39e      | 8        | 31e          | 47           | 18e     | 97      | 10e     | 40      |
| 2014             | 2014             | 73e     | 154     | -        | -        | 37e          | 24           | 34e     | 30      | -       | -       |
| 2015             | 2015             | 85e     | 26      | -        | -        | 47e          | 6            | 36e     | 20      | -       | -       |
| 2018             | 2018             | 119e    | 7       | -        | -        | 45e          | 7            | -       | -       | -       | -       |
| 2019             | 2019             | 114e    | 11      | -        | -        | -            | -            | 42e     | 11      | -       | -       |
| 2020             | 2020             | 99e     | 22      | 52e      | 1        | -            | -            | 40e     | 21      | -       | -       |

### Coupe d'Europe
- 3e du classement général en 2011.
- 2e du classement de slalom géant en 2011.
- 8 podiums, dont 2 victoires en slalom géant.

### Championnats d'Allemagne
- Championne de la descente en 2011 et 2013.
- Championne du super G en 2011 et 2013.
- Championne du slalom géant en 2013 et 2018.